# Letecké práškování

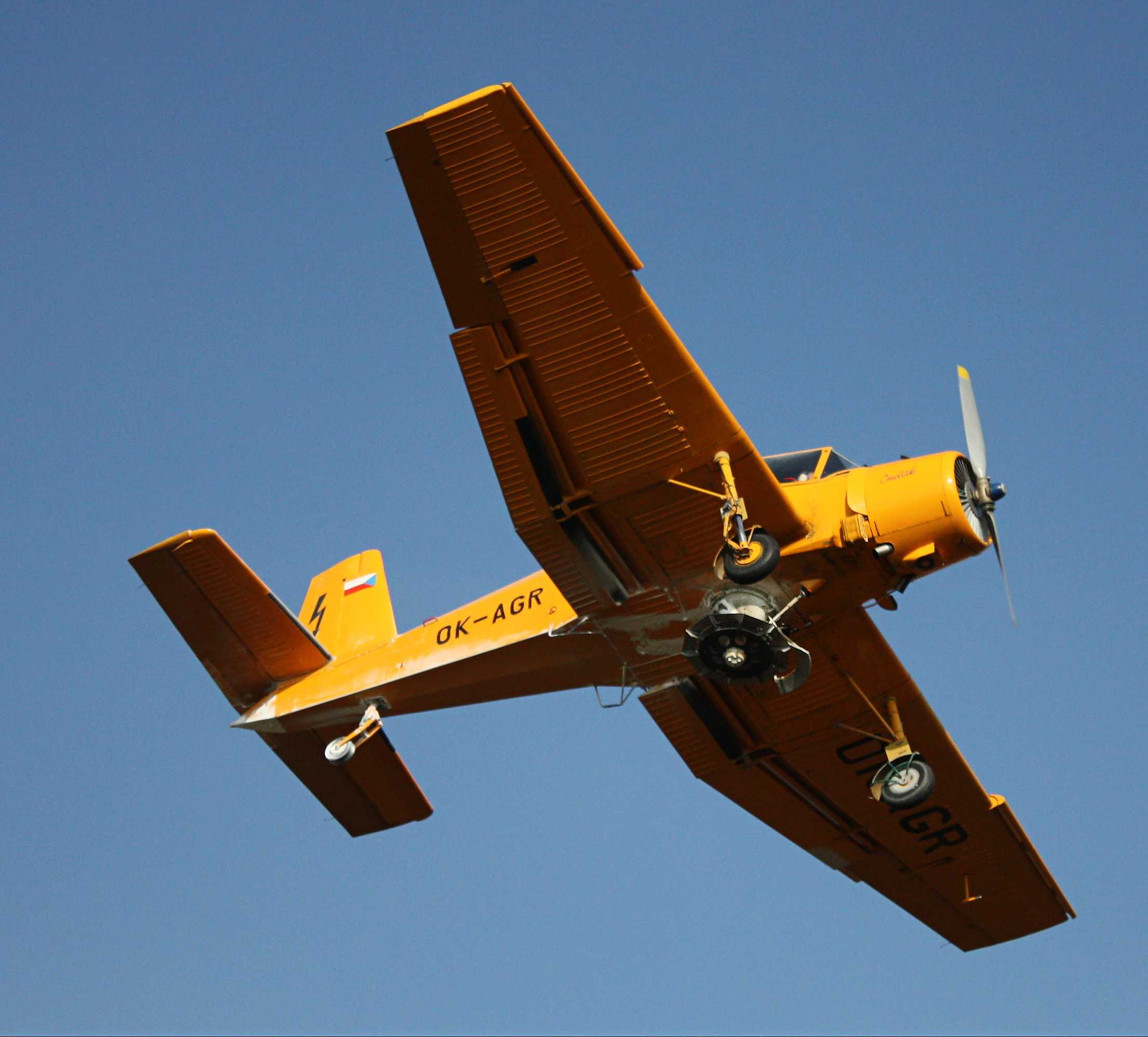
Letoun Zlín Z-37 Čmelák během práškovacího letu

Letecké práškování je způsob dodání živin do půdy (hnojení) pomocí letecké techniky. Jeho počátky sahají k první světové válce, kdy po ukončení bojů byla k mání vyřazená vojenská letadla, která bylo pro práškování možné využít. Výhodou práškování je možnost hnojení nebo roznášení postřiku proti škůdcům na rozsáhlé plochy (například pole či lesy), a proto se využívá v zemědělství či v lesnictví. Protože je však finančně náročné, provádí se již zcela výjimečně (především v místech obtížně dostupných pozemní technikou, tedy traktory). K hnojení se používá ledek amonný. Scéna s leteckým práškováním se také objevila ve filmu Vesničko má středisková.
Prvně se v Československu práškovalo v létě roku 1926, kdy armáda zapůjčila dva dvouplošníky Aero A-11 spolu s jejich posádkami a pozemním personálem, a ty se využily během asi čtrnáctidenní akce proti bekyni mnišce, během níž se z letounů chemicky ošetřilo 370 hektarů lesa. Československo se tak zařadilo mezi první země světa, kde byl tento způsob aplikace použit.

## Galerie

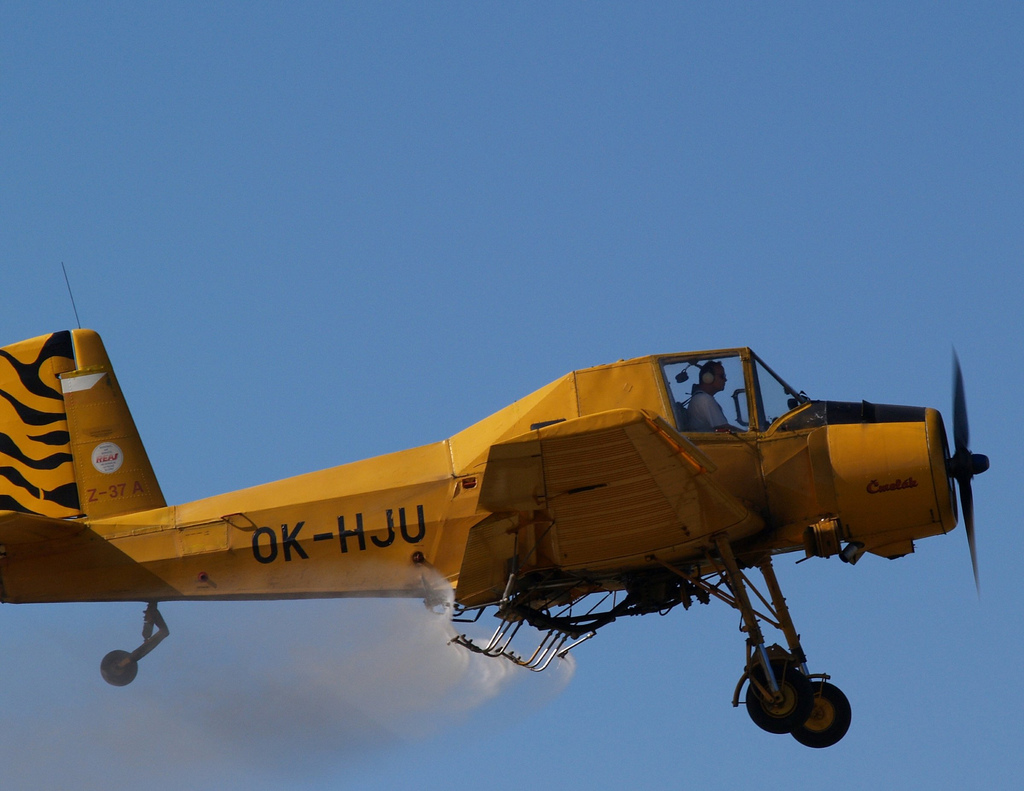
Letoun provádějící postřik
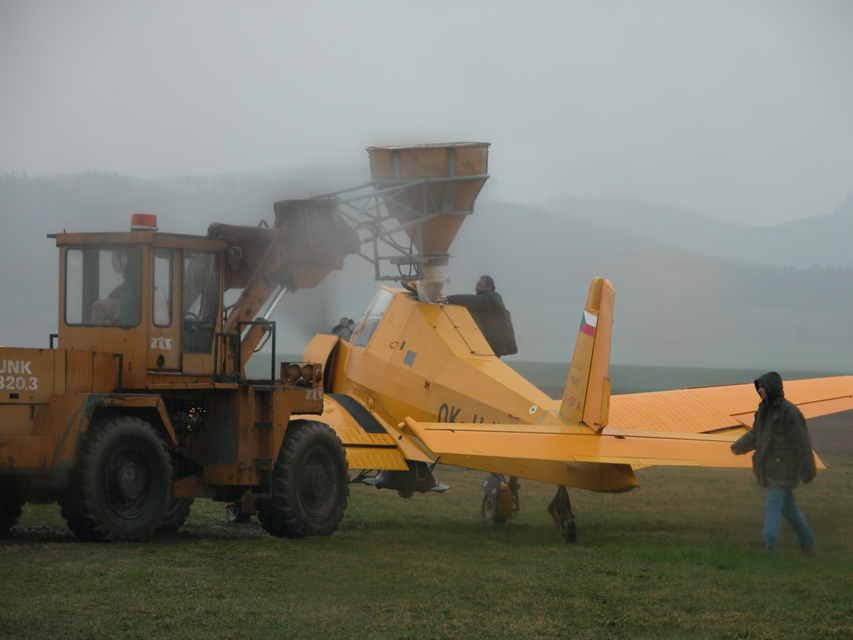
Naplnění letounu hnojící směsí